# Sisyra bella
Sisyra bella är en insektsart som beskrevs av Monserrat 1981. Sisyra bella ingår i släktet Sisyra och familjen svampdjurssländor. Inga underarter finns listade i Catalogue of Life.